# Vivi e lascia vivere (serie televisiva)
Vivi e lascia vivere è una serie televisiva italiana diretta da Pappi Corsicato.
Prodotta dalla Bibi Film TV in collaborazione con Rai Fiction, la serie ha come protagonista Elena Sofia Ricci nei panni della cinquantenne Laura, cuoca all'interno di una mensa, che dovrà affrontare le numerose sfide che la vita le porrà davanti e crescere da sola i suoi tre figli tra mille difficoltà. La serie è ambientata a Napoli.
È stata trasmessa su Rai 1 dal 23 aprile al 28 maggio 2020 in 6 serate, per un totale di 12 episodi.

## Trama
Laura Ruggero è una donna di cinquant'anni, residente Napoli e che lavora come cuoca all'interno di una mensa. È sposata da vent'anni con Renato, che suona a bordo delle navi da crociera. I due coniugi hanno tre figli: Giada e i gemelli Nina e Giovanni, di cui le due ragazze hanno un rapporto complicato e difficile. La famiglia Ruggero è una famiglia apparentemente come tante, tuttavia un giorno, dopo un viaggio misterioso, Laura comunica ai figli che il padre è morto in un incendio a Tenerife. A questo punto le vite di ognuno di loro cambiano, soprattutto per quanto riguarda Laura, che  deve diventare una donna indipendente e deciderà di reinventarsi un lavoro grazie all'ausilio delle sue amiche, nonostante il suo passato sia misterioso e insospettabile.

## Episodi
| Stagione       | Episodi | Prima TV |
| -------------- | ------- | -------- |
| Stagione unica | 12      | 2020     |

## Personaggi
- Laura: è la protagonista della serie. È sposata con Renato Ruggero e insieme hanno tre figli (Giada, Nina e Giovanni). Con Marilù (sorella del marito) e altre amiche lavora alla preparazione di prodotti da asporto, col sartù come piatto forte. Prova un sentimento d'amore verso Toni, col quale ha già avuto una relazione in passato. Vuole molto bene alla sua famiglia e alle sue amiche, e non farà mai mancare loro niente, anche a costo di grossi sacrifici.
- Toni: imprenditore di successo, è uno dei co-protagonisti della serie. Dopo aver avuto già una relazione con Laura da giovane, prova ancora gli stessi sentimenti d'amore verso di lei e i due si rimettono insieme. Dei tre figli di Laura, vuole bene a tutti, ma è con Giovanni che dimostra di avere un rapporto migliore, come un secondo padre.
- Renato: altro co-protagonista. Marito di Laura e padre dei suoi tre figli, inizialmente viene dato per morto, salvo poi scoprire che in realtà si trova a Tenerife, dove ha messo su una nuova famiglia, e dove è stato costretto a emigrare a causa dei suoi debiti relativi al gioco d'azzardo. Nonostante per ovvi motivi il suo rapporto con Laura e Marilù sia molto più teso rispetto a prima, egli sogna sempre di potersi ricongiungere e di poter riunire la famiglia come ai vecchi tempi.
- Giada: è la primogenita dei Ruggero. Il suo sogno è quello di laurearsi per poi andare a vivere a New York, ma durante la serie svolge anche il lavoro di cubista prima e di barista poi. Come i fratelli e i genitori, anche lei non è esente da dilemmi sentimentali. Il suo ruolo è determinante per scoprire la verità sul padre, è infatti lei a sobbarcarsi il viaggio a Tenerife e a convincerlo a tornare a Napoli.
- Nina: secondogenita dei Ruggero e sorella gemella di Giovanni. Nella serie entrambi frequentano il liceo. Inizialmente il suo stile di vita non è dei migliori, non impegnandosi particolarmente negli studi e anzi diventando una ladra, ma il suo incontro con Andrea proprio durante uno dei suoi tentativi di furto le cambierà totalmente la vita in meglio. Nonostante da fuori possa non sembrare, la sensibilità e la bontà d'animo albergano in lei.
- Giovanni: ultimogenito dei Ruggero e fratello gemello di Nina. Nella serie entrambi frequentano il liceo. Anch'egli non ha un rendimento scolastico costante, come la sorella. Inizlalmente pallanuotista, si scopre in seguito che la sua vera passione sportiva è quella per il nuoto sincronizzato, che pratica in coppia con una ragazza di nome Sara. Ritiene Toni come il suo vero padre, e si sente a lui affettivamente legato da questo punto di vista. Molto sfortunato durante la serie, ma allo stesso tempo molto tenace e in grado di risolvere qualsiasi difficoltà. Anch'egli, come gli altri, ha grossi dilemmi sentimentali, dapprima avendo una relazione con Sara per poi scoprire di avere un diverso orientamento sessuale e di essere innamorato del fratello di lei.
- Nicola: è il miglior amico di Giada. Nel corso della serie i due si fidanzeranno ufficialmente, a tratti saranno anche coabitanti.
- Andrea: è un ragazzo affetto da alcune malattie che gli provocano vere crisi, quali lo sdoppiamento della personalità e il grosso fastidio per i rumori, cose che può evitare solo prendendo delle pillole, ma allo stesso tempo ha un'intelligenza nettamente superiore alla media. Ha un grande talento soprattutto per il disegno e per le materie scientifiche, in particolare la matematica. Si innamora di Nina e, tra alti e bassi causati da entrambi, la loro storia d'amore avrà un lieto fine, e cambierà in positivo le loro vite.
- Sara: è la fidanzata di Giovanni, nonché sua partner nel nuoto sincronizzato. Quando scopre che c'è qualcosa tra lui e il fratello di lei, inizialmente non la prende bene, salvo poi accettare la cosa senza problemi e ripristinare un clima di pace e serenità.
- Luca: è il fratello di Sara. Si innamora a prima vista di Giovanni, e alla fine i due si mettono insieme.
- Luciano: proprietario del locale in cui Giada lavora come cubista. Si innamora di lei, inizialmente ricambiato. Ha problemi di dipendenza da alcol, che risolve durante la serie.
- Marilù: sorella di Renato. Compare in molte puntate, in cui la si vede soprattutto vendere sartù insieme a Laura e alle amiche e tentare, riuscendoci, di risolvere le spinose situazioni in cui sia Laura che Renato sono coinvolti.
- Rosa: è una delle amiche e colleghe di lavoro di Laura e Marilù.
- Saverio: marito di Rosa. Compare una sola volta. Viene menzionato da Rosa come presunto colpevole dei danni inflitti a un'apetta da lavoro.
- Dario: è il fratello di Andrea. Aiuta quest'ultimo a rispettare le terapie, ma osteggia inizialmente la sua relazione con Nina additando a lei gran parte delle crisi avute dal fratello.
- Rocco: un compagno di classe di Nina. Innamorato di lei, ma non ricambiato.
- Amiche di Nina: sono due compagne di classe snob di Nina. All'inizio fanno furti insieme e vanno molto d'accordo, ma il loro rapporto si raffredda sempre di più nel corso delle puntate, fino ad azzerarsi totalmente quando lei, più che mai innamorata di Andrea nonostante i loro alti e bassi, ha una grande discussione con Rocco davanti a loro.

## Accoglienza
Al suo debutto, il 23 aprile 2020, la serie ha ottenuto un ottimo successo con oltre 7 milioni di spettatori e uno share del 26%. È stata ben accolta dal pubblico e dalla critica: sul Corriere della Sera si legge che «"S’intuiscono linee narrative potenziali, in bilico tra giallo e romanzo sentimentale, che suggeriscono una chiave di lettura al femminile (la tenacia contro l’ipocrisia maschile?) sullo sfondo di alcuni degli elementi più interessanti della serie: le vedute dall’alto di una Napoli colorata e l’insospettabile colonna sonora con i brani della band americana The National"».
Positivo è anche il giudizio di Davide Maggio che sul suo blog rivela che: «Gli ingredienti per appassionare ci sono tutti: la famiglia, l’emancipazione femminile, la voglia di riscatto, il mistero ed una Napoli colorata e felice a fare da cornice, perfettamente raccontata dal regista campano Pappi Corsicato. Il sapore è quello della favola moderna, che dovrebbe far nascere dalle ceneri una realtà migliore della precedente, nella quale può succedere di tutto ed i sogni, anche quelli strani, possono diventare possibili. Come un’attività di street food a base di sartù di riso» lodando poi l'interpretazione di Elena Sofia Ricci dicendo «È lei, la protagonista, l’elemento portante della fiction, quello che fa la differenza e la fa soprattutto con il pubblico, che le è affezionato. È la sua “dark lady” a rendere appetibile una storia non particolarmente originale ma ricca di spunti e buone intenzioni, che si spera prenderanno forma in una narrazione al momento carica di promesse.» La serie è stata seguita da una media di 6.563.833 spettatori con il 25,3% di share.